# Dziecięca Nagroda „Serca”
Dziecięca Nagroda „Serca” – nagroda specjalna w postaci statuetki, jaką przyznają dzieci ze Stowarzyszenia Przyjaciół Dzieci Chorych „Serce” w Świdnicy.
Statuetkę zaprojektowała w 1995 Aneta Kowalewska – podopieczna Centrum Przyjaźni Dziecięcej w Świdnicy. Według jej projektu jest to rudowłosa dziewczynka, trzymająca na wyciągniętych rączkach serce – logo SPDC „Serce”. Wykonana jest z masy plastycznej i umieszczona na wierzchołku piramidy z granitu lub marmuru.
Decyzję o przyznaniu statuetki podejmuje Samorząd Dziecięcy funkcjonujący w strukturach Centrum Przyjaźni Dziecięcej w Świdnicy poprzez głosowanie, następnie kandydaturę zatwierdza Zarząd Stowarzyszenia Przyjaciół Dzieci Chorych „SERCE”. Przewodniczącym Kapituły Dziecięcej Nagrody SERCA jest Prezes Zarządu Stowarzyszenia. Od 1995 roku funkcję tę pełni Marek Michalak.
Piosenkę pt. „Nagroda SERCA” (aut. sł. Marek Michalak, muz. Kamila Banaszczyk) śpiewa Zespół Dziecięcy Serduszka. Znajduje się ona na pierwszej płycie zespołu zatytułowanej „Kula serc”, wyprodukowanej w 2000 roku.

## Laureaci Statuetki Dziecięcej Nagrody SERCA
| Rok  | Numer nagrody | Laureat                                                  | Dodatkowe informacje |                                                                             |
| ---- | ------------- | -------------------------------------------------------- | --- | --------------------------------------------------------------------------- |
| 1996 | 001           | Polska Fundacja Dzieci i Młodzieży w Warszawie           | |                                                                             |
| 1996 | 002           | Satelitarna Telewizja Polonia                            | |                                                                             |
| 1997 | 003           | papież Jan Paweł II                                      | statuetkę odebrał 1.06.1997 roku we Wrocławiu podczas mszy św. Statio orbis podczas Międzynarodowego Kongresu Eucharystycznego we Wrocławiu               |                                                                             |
| 1997 | 004           | Eugeniusz Kępa                                           | Cukiernia Kasia w Świdnicy |                                                                             |
| 1998 | 005           | Barbara i Krzysztof Zarembowie                           | Księgarnia Eureka w Świdnicy |                                                                             |
| 1998 | 006           | ksiądz Prałat Jan Bagiński                               | Proboszcz Bazyliki Świdnickiej |                                                                             |
| 1998 | 007           | Instytut „Pomnik – Centrum Zdrowia Dziecka”              | |                                                                             |
| 1999 | 008           | Fundacja Pomoc Społeczna SOS Jacka Kuronia w Warszawie   | |                                                                             |
| 1999 | 009           | Redakcja Tygodnika „Wiadomości Świdnickie”               | |                                                                             |
| 1999 | 010           | Fundacja Wielka Orkiestra Świątecznej Pomocy w Warszawie | |                                                                             |
| 1999 | 011           | Fundacja im. Św. Brata Alberta w Calgary                 | Kanada |                                                                             |
| 2000 | 012           | Józef Malina                                             | właściciel masarni w Świdnicy | zmarł w 2005 roku                                                           |
| 2000 | 013           | Ksiądz Jan Twardowski                                    | |                                                                             |
| 2000 | 014           | Danuta Saul-Kawka oraz Franciszek Kawka                  | Danuta – poetka, b. radna świdnicka, Kawaler Orderu Uśmiechu, Franciszek -poeta, działacz społeczny                                                       | Franciszek nagrodę odebrał w 2007 roku                                      |
| 2000 | 015           | kardynał Henryk Gulbinowicz                              | Arcybiskup Metropolita Wrocławski |                                                                             |
| 2000 | 016           | Zbigniew Chlebowski                                      | ówczesny burmistrz Żarowa | obecnie poseł na Sejm RP                                                    |
| 2000 | 017           | dr Cezary Leżeński                                       | ówczesny kanclerz Międzynarodowej Kapituły Orderu Uśmiechu                                                                                                | zmarł w 2006 roku                                                           |
| 2001 | 018           | Jerzy Franckiewicz                                       | właściciel Firmy Franc-Textil w Żarowie | Kawaler Orderu Uśmiechu, sponsor strategiczny Zespołu Dziecięcego SERDUSZKA |
| 2001 | 019           | Ludger Semmelmann                                        | Prezes Niemieckiego Towarzystwa Partnerstwa Miast w Biberach                                                                                              |                                                                             |
| 2001 | 020           | Fundacja im. Stefana Batorego w Warszawie                | |                                                                             |
| 2002 | 021           | Teresa Słupianek                                         | nauczyciel j. polskiego, wolontariuszka |                                                                             |
| 2002 | 022           | Zdzisława Dix                                            | nauczyciel matematyki, wolontariuszka |                                                                             |
| 2002 | 023           | Hotel PARK w Świdnicy                                    | właściciele J.Janowski i W.Waluszewski; udostępniają sale hotelowe do organizacji przez SPDC „SERCE” corocznej wieczerzy wigilijnej dla dzieci            |                                                                             |
| 2002 | 024           | Beata Moskal-Słaniewska                                  | dziennikarz, organizatorka akcji „Dobra Gwiazdka” |                                                                             |
| 2003 | 025           | Irena Conti Di Mauro                                     | poetka, reprezentant Włoch w Międzynarodowej Kapitule Orderu Uśmiechu, Kawaler Orderu Uśmiechu, który otrzymała w 2007 roku                               |                                                                             |
| 2003 | 026           | Wisława Szymborska                                       | poetka, laureatka Literackiej Nagrody Nobla, przekazała część nagrody na zakup okien do budowanego w Świdnicy Europejskiego Centrum Przyjaźni Dziecięcej  |                                                                             |
| 2003 | 027           | Fundacja Polsat                                          | wspiera finansowo akcje ratowania zdrowia i życia dzieciom                                                                                                |                                                                             |
| 2007 | 028           | Maria Kaczyńska                                          | Prezydentowa RP, wspiera honorowo i bezpośrednio wiele polskich akcji charytatywnych                                                                      |                                                                             |
| 2007 | 029           | Małgorzata Gambrych                                      | ekonomistka z Warszawy, wspierająca finansowo akcje ratowania zdrowia i życia dzieciom oraz organizująca akcję pomocy świątecznej dla najuboższych dzieci |                                                                             |